# Sparbambus gombakensis
Sparbambus gombakensis är en spindelart som beskrevs av Zhang J., Woon J., Li D. 2006. Sparbambus gombakensis ingår i släktet Sparbambus och familjen hoppspindlar. Inga underarter finns listade i Catalogue of Life.